# كوبيه (بولندا)
كوبيه (بالإنجليزية Kopie) قرية بولندية تقع في المنطقةِ الإداريةِ ل(Gmina Godziesze Wielkie)، ضمن مقاطعةِ (Kalisz), في محافظة بولندا الكبرى، في غرب وسط بولندا.